# Poštovní známky a historie pošty ve Vatikánu
Vatikánská pošta (italsky Poste Vaticane) je provozovatelem poštovních služeb ve Vatikánu. Organizaci spravuje Telekomunikační oddělení Guvernorátu Vatikánského městského státu. Jeho ředitelem je od 1. ledna 2022 Ing. Antonino Intersimone. Vedoucím Vatikánské pošty je Attilio Riva.
Poštovní směrovací číslo Vatikánu je 00120.

## Historie
Poštovní úřad v Římě založil papež Pavel III. již v roce 1536. Používání známek bylo v papežském státě zavedeno 1. ledna 1852.
Vatikánská pošta byla vytvořena v únoru roku 1929, ihned po vzniku Vatikánského městského státu uzavřením Lateránských smluv. Dne 1. června 1929 se stala členem Světové poštovní unie (UPU). Aktivace vatikánské poštovní služby byla stanovena nařízením VIII ze dne 30. července 1929. Dle Lateránských smluv a navazujících dohod se italská vláda zavázala obstarat personál a materiál pro zřízení poštovních služeb a umožnila odesílání pošty přes Řím. Provoz Vatikánské pošty byl zahájen 1. srpna 1929.
Vatikánská pošta se zabývala také telegrafní komunikací státu. V roce 1963 se připojila ke Konferenci Evropských správ pošt a telekomunikací (CEPT) a v roce 2012 k organizaci PostEurop. Od roku 1998 je rovněž členem SEPAC (Small European Postal Administrations Cooperation).

## Současnost
Podle Světové poštovní unie je Vatikánská pošta jedním z nejlepších poštovních systémů na světě. Říká se, že je spolehlivější a rychlejší než pošta v Římě. Ročně zpracuje na 140 tun pošty a šest milionů pohlednic.
Centrální pošta se nachází na Via della Posta, v severním sousedství Apoštolského paláce a asi 100 metrů západně od brány sv. Anny. Je tudíž přístupná pouze obyvatelům a zaměstnancům Vatikánu. Existují však další tři pobočky, dostupné i široké veřejnosti. Nachází se na Svatopetrském náměstí, ve Vatikánských muzeích a na Papežské lateránské univerzitě. K nim se 20. prosince 2010 přidala pojízdná pobočka, tvořená autobusem Iveco 370, který parkuje v levém oblouku Svatopetrského náměstí. Vatikánské poštovní známky lze koupit také v obchodě se suvenýry.

Ikonické jsou žluté poštovní schránky (ty italské mají červenou barvu). 

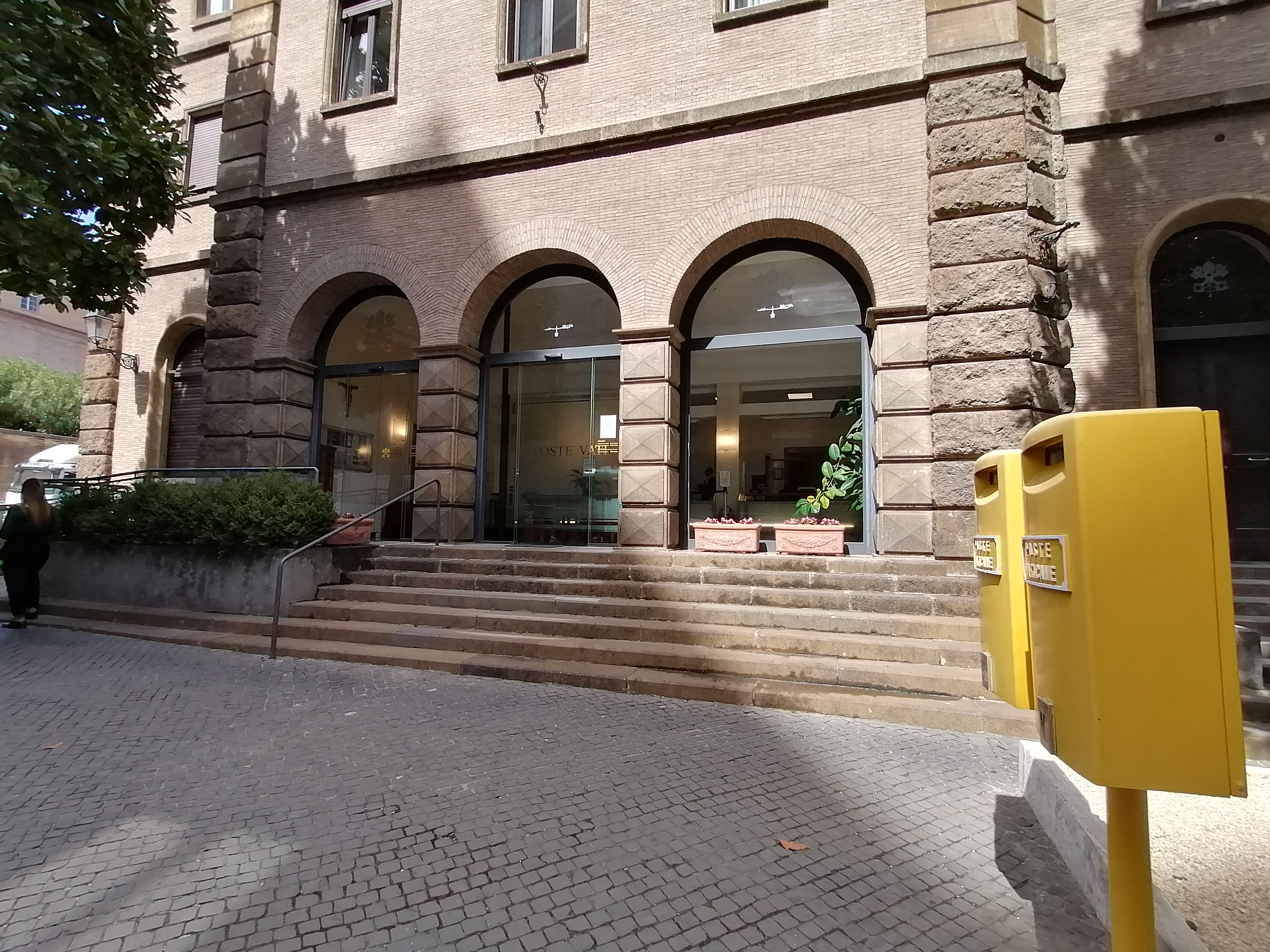
Centrální budova na Via della Posta
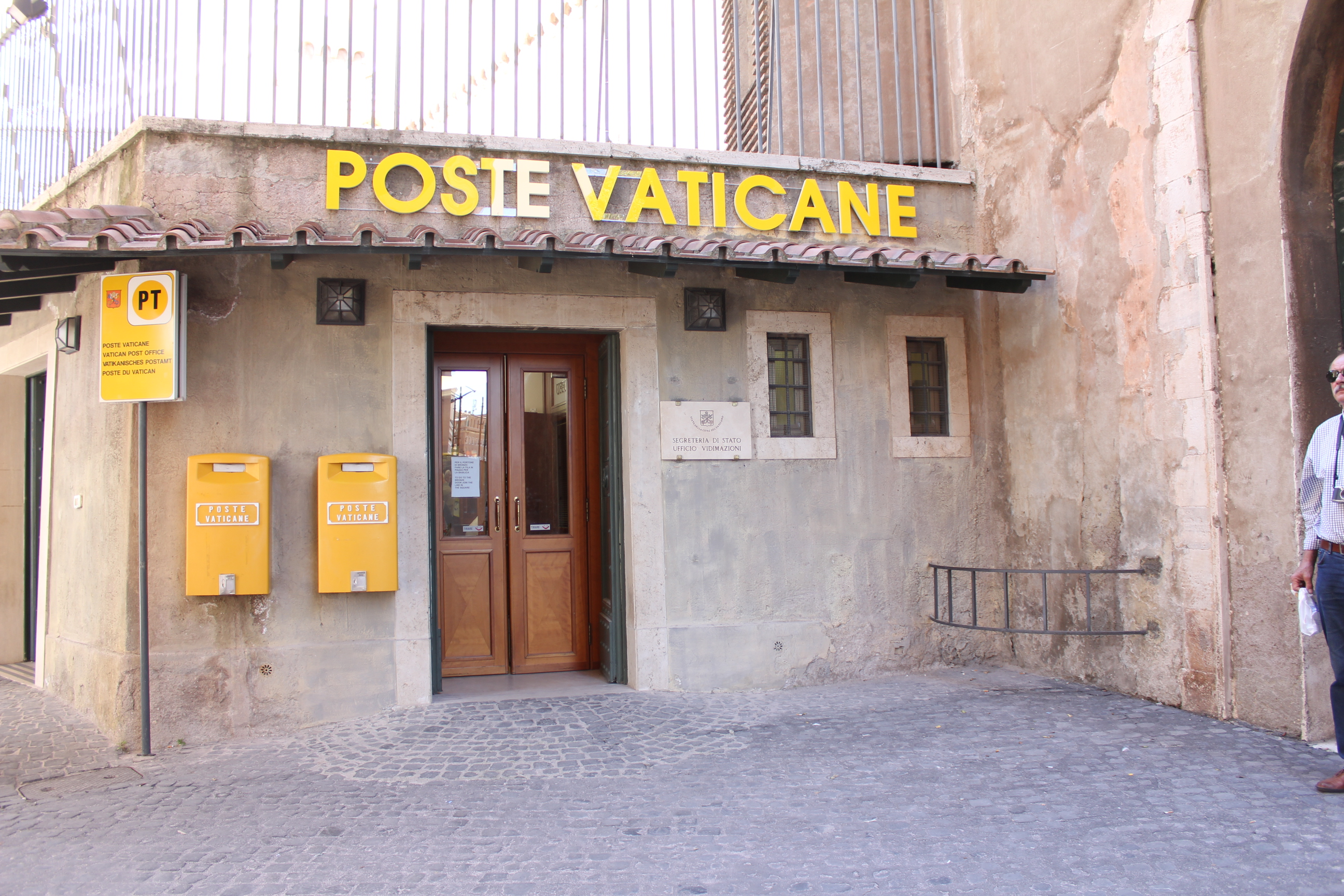
Již zrušená pobočka u brány San Pellegrino
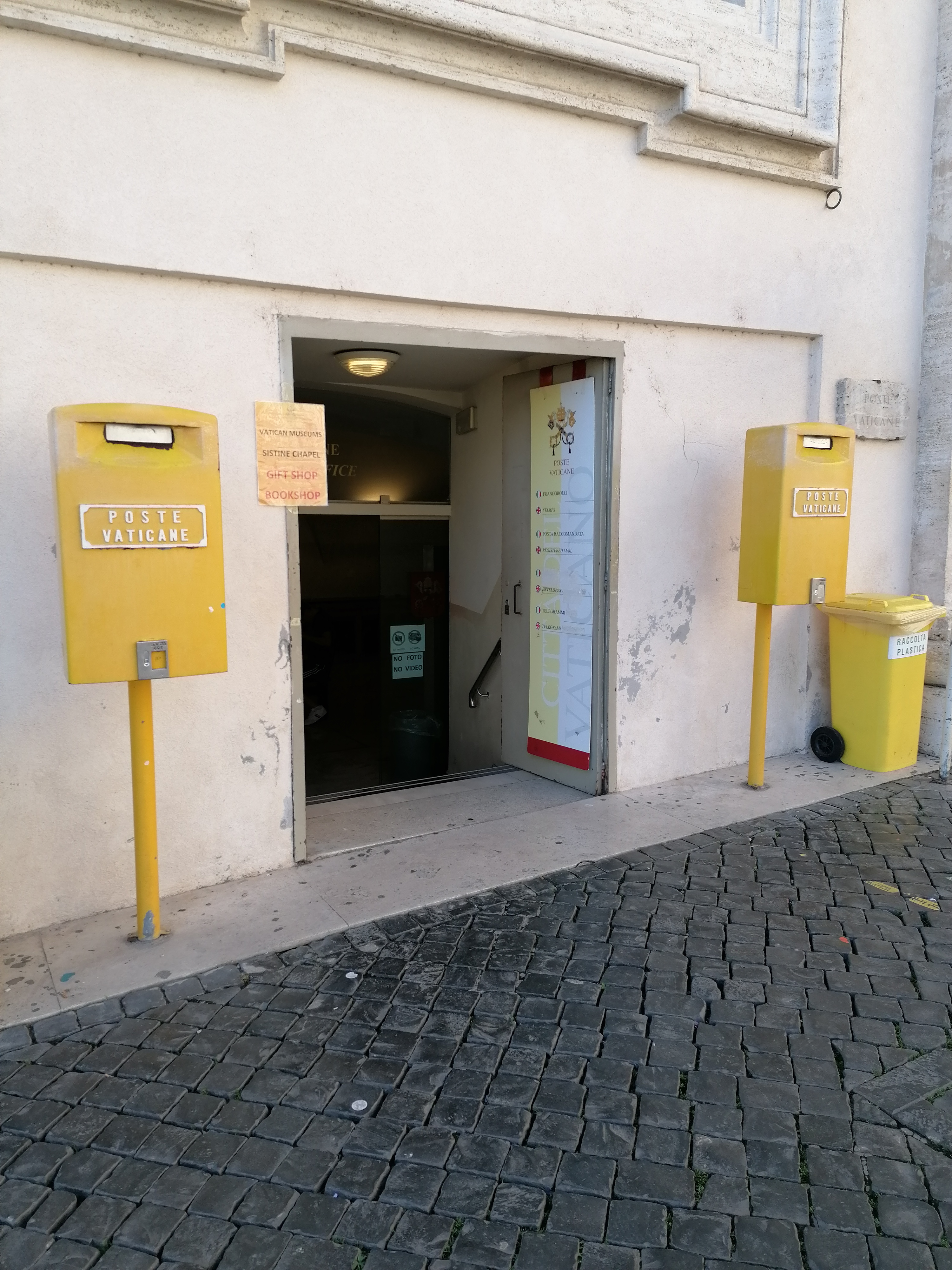
Pobočka v jižní části Svatopetrského náměstí
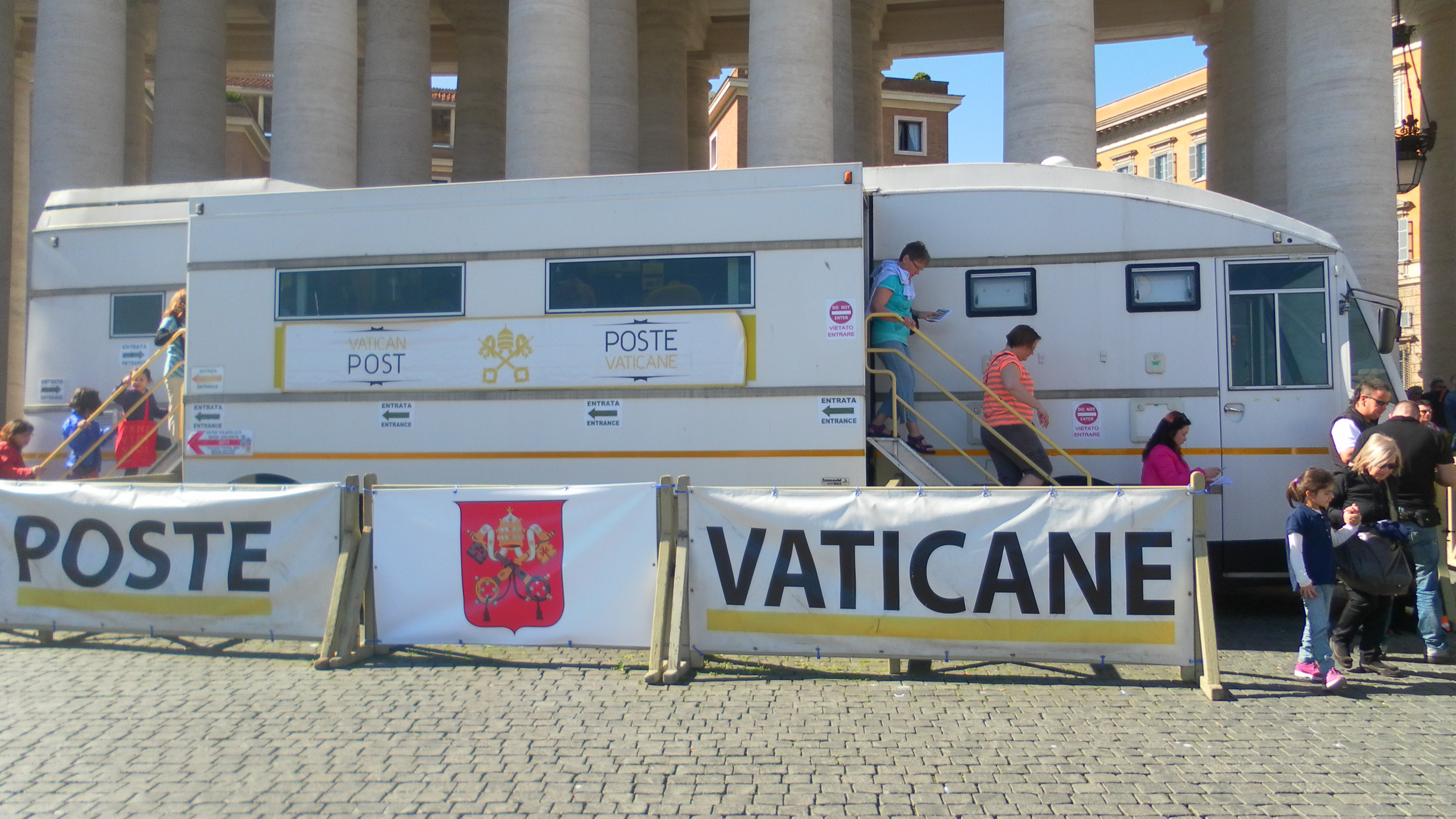
Pojízdná pobočka Iveco
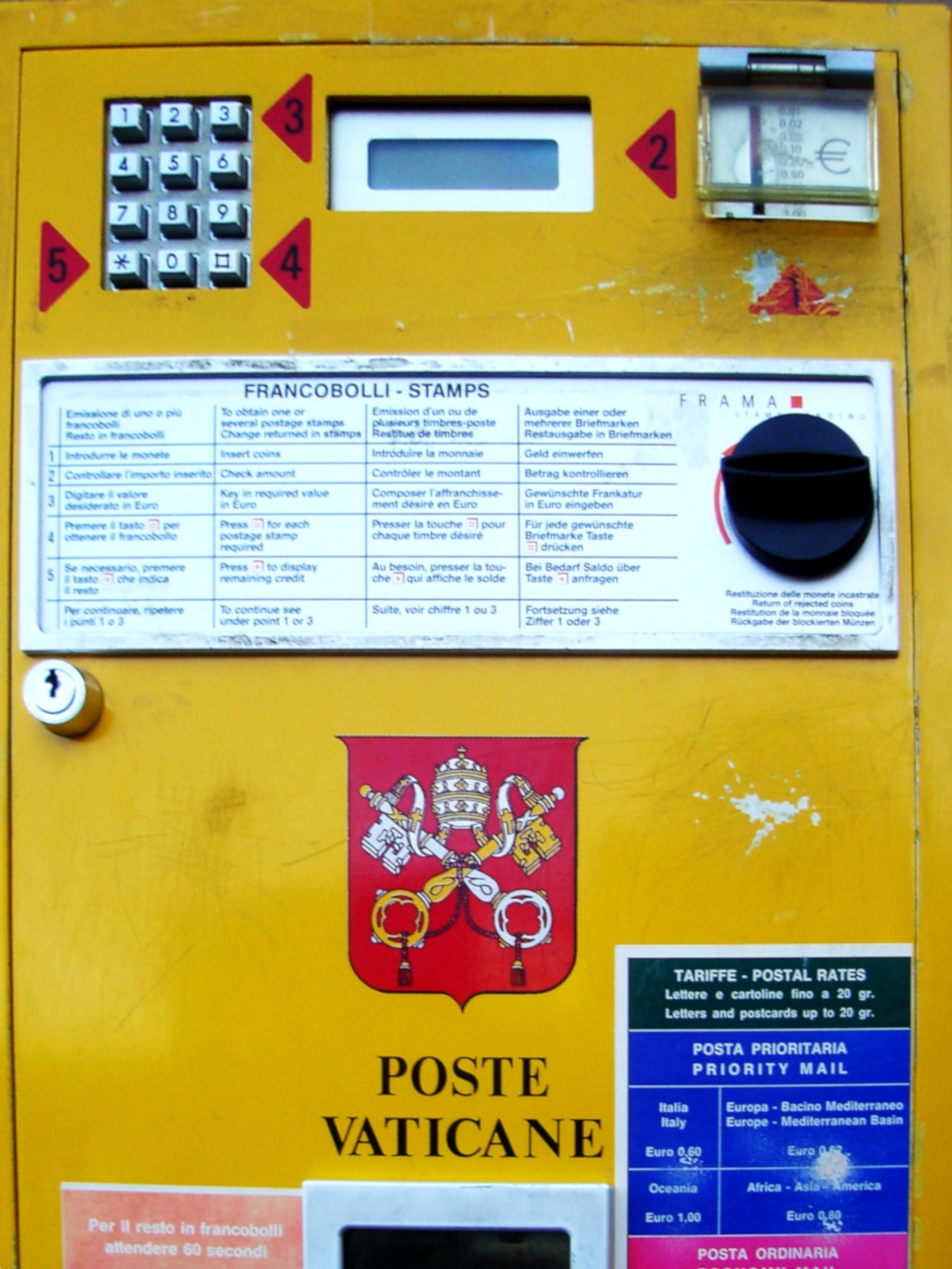
Automat na poštovní známky
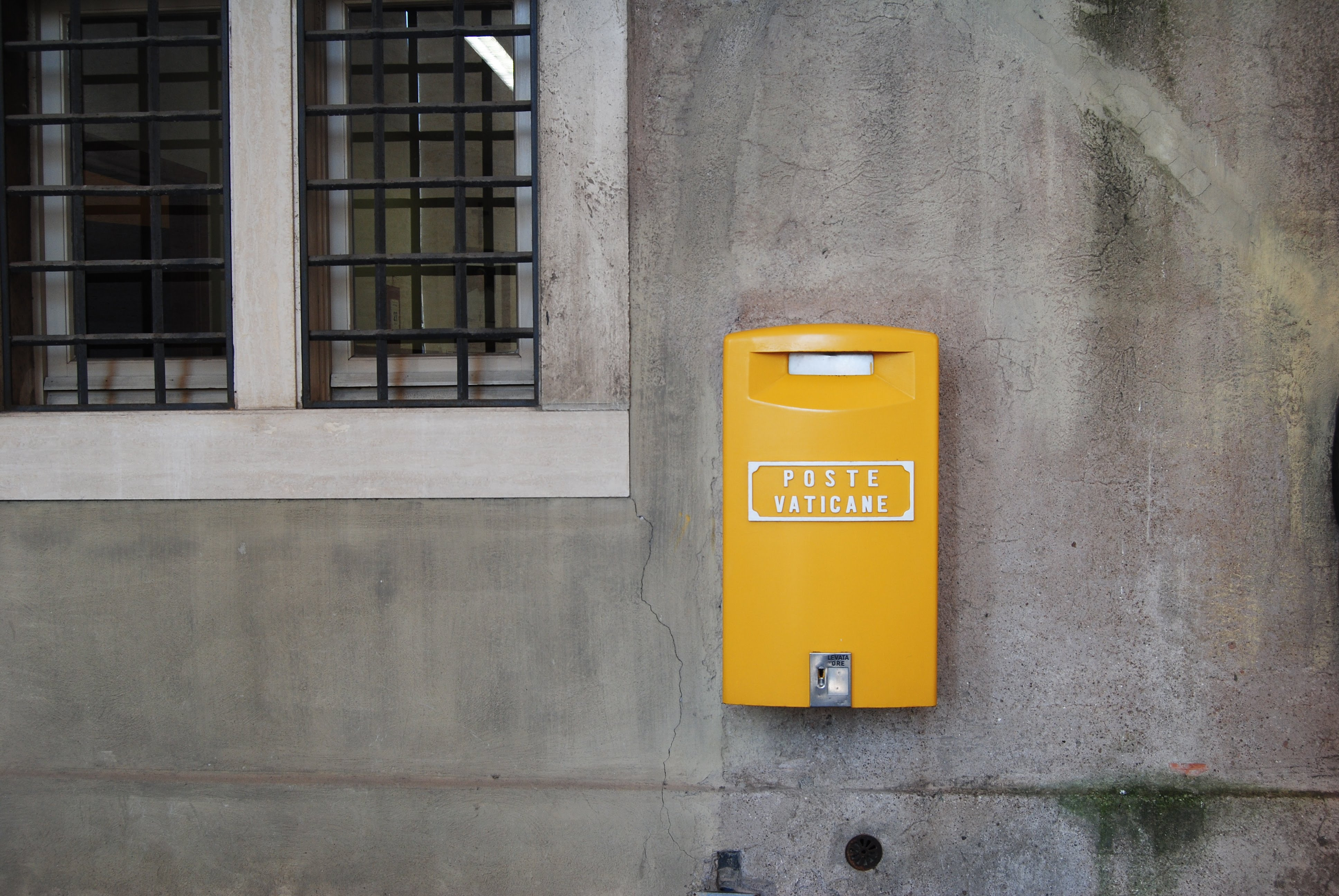
Poštovní schránka
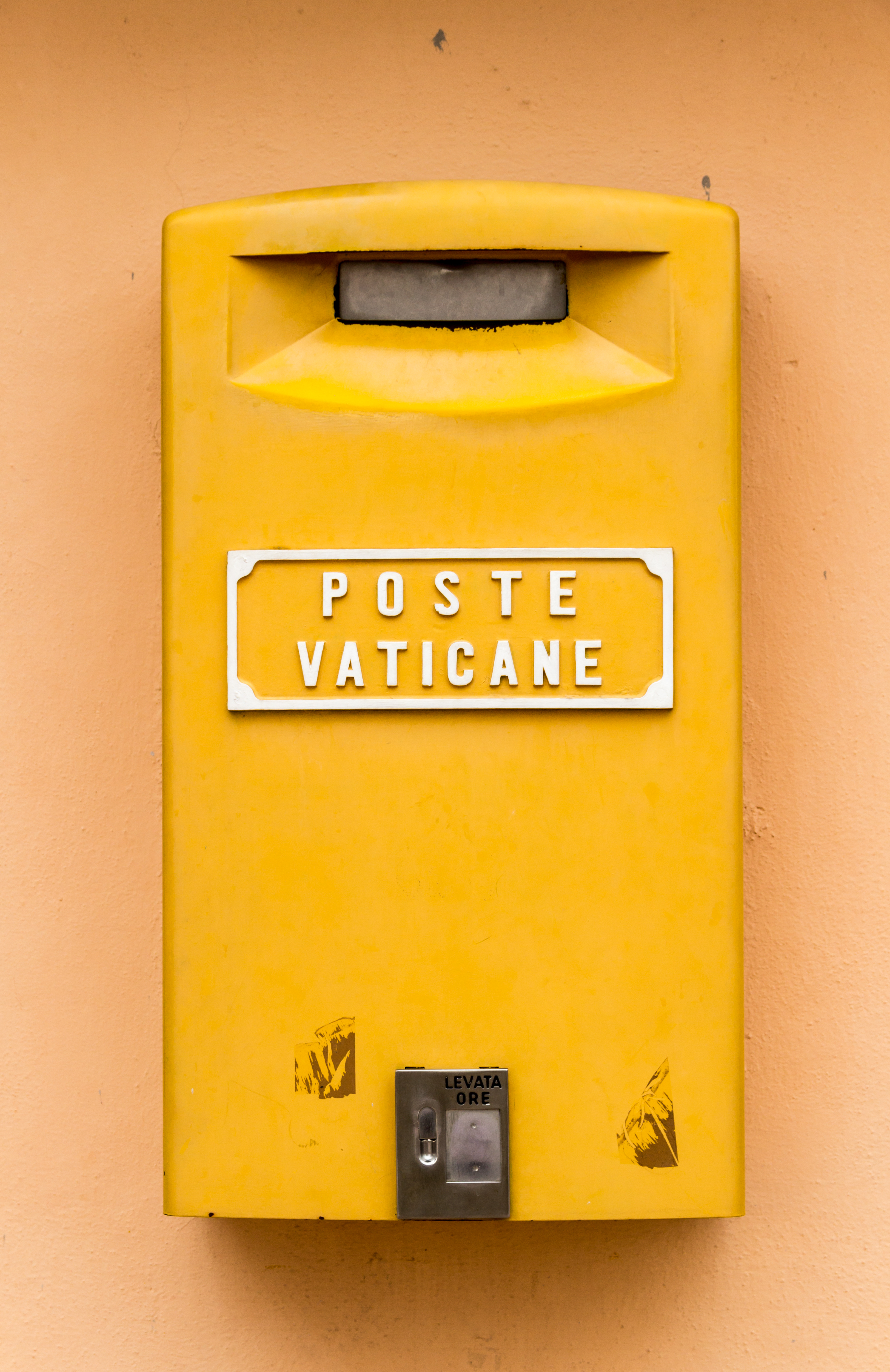
Poštovní schránka
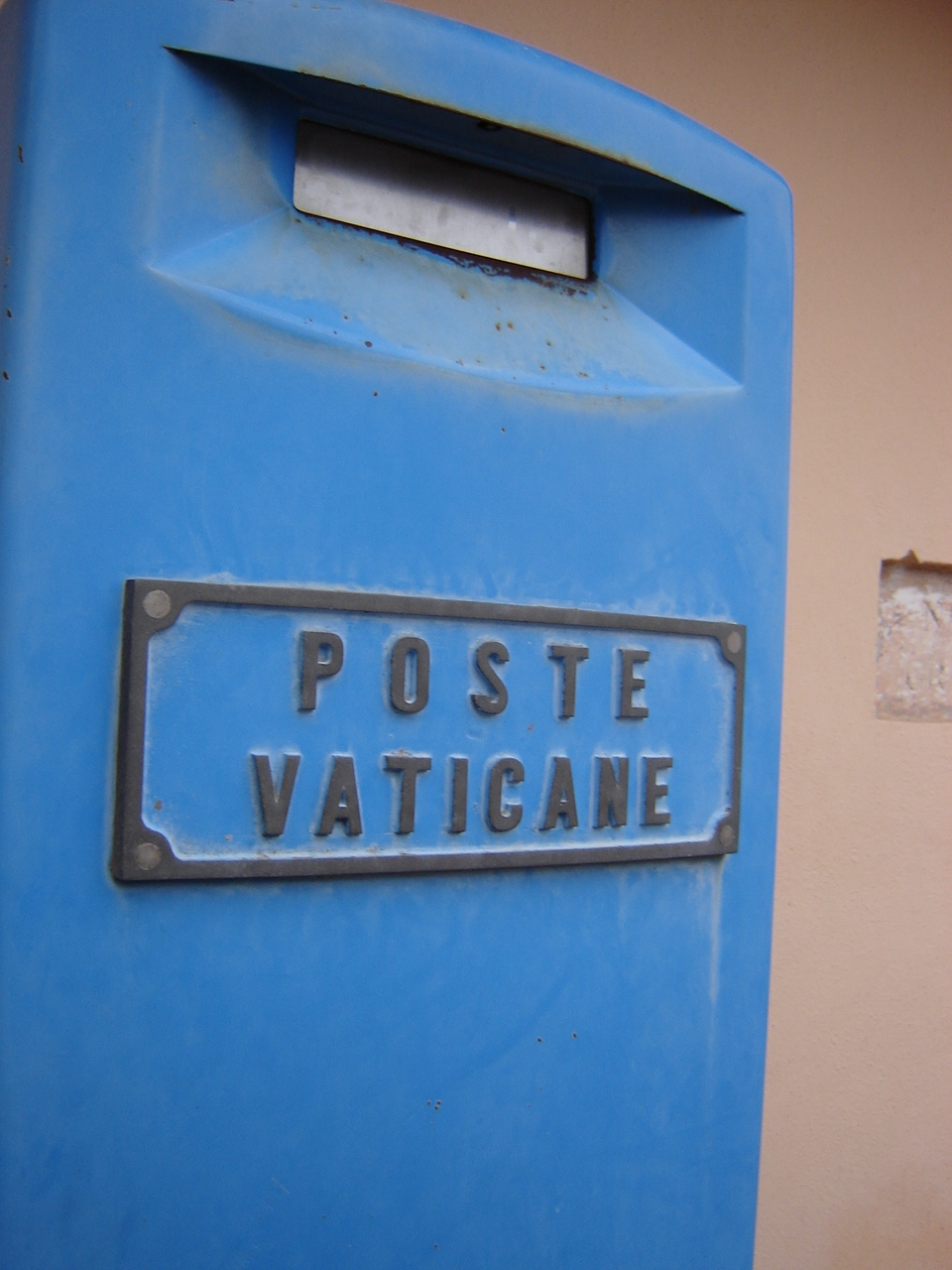
Modrá poštovní schránka

## Známky
Poštovní známky byly zavedeny papežskou poštou již 1. ledna 1852. 
Vatikánská pošta začala vydávat své první poštovní známky ihned po svém založení v roce 1929. První vydané poštovní známky z 1. srpna 1929 jsou sběrateli označovány jako "Conciliation" a zahrnují 13 výplatních a dvě spěšné známky. Sedm z nich zobrazuje papežskou tiáru se zkříženými klíči, symboly Svatého stolce, na ostatních známkách vyšší hodnoty je fotografie papeže Pia XI.
1. dubna 1933 byl vydán set poštovních známek s motivem 24. svatého roku. 
Mezi velmi cenné kousky patří známky z období sedisvakance. První se do oběhu dostaly po smrti Pia XI. Známkový přepis zněl: SEDE VACANTE / MCMXXXIX.
V září 2020 vydala vatikánská pošta známku zobrazující model koronaviru.